# Quintino Guanciali
Quintino Guanciali (Loreto Aprutino, 21 novembre 1811 – Napoli, 10 aprile 1883) è stato uno scrittore e bibliotecario italiano.
Scriveva in lingua latina. 
Figlio del conte Domenico Guanciali e di Isabella Rozzi, a dieci anni entrò nel seminario di Penne, avendo professori come Lino Romani, Aridante Mambelli e Michelangelo Jandelli
Intorno ai 18 anni si ammalò con fatti di emottisi e palpitazioni cardiache, che lo costrinsero ad abbandonare il seminario. Dopo molti tentativi di cura da parte di diversi specialisti, si rivolse al medico Francesco Saverio Vitacolonna di Loreto, seguace della disciplina omeopatica di Samuel Hahnemann, che lo guarì. Questa guarigione gli fornì il pretesto di comporre un poema inneggiante alla scienza medica in generale e al sistema omeopatico in particolare: l'Hahnemannus, pubblicato nel 1840 con i tipi di Guttemberg, con il titolo: Hahnemannus seu de Homeopathia Nova Medica Scientia libri octo.
Nel 1839 si trasferì a Napoli, in casa di una zia materna, Maria Giuseppa Tomassetti, e si iscrisse alla facoltà di giurisprudenza.
Nel 1844 gli venne offerto, da parte del Ministro dell'interno, Nicola Santangelo, un posto nella Biblioteca dello stesso Ministero.
L'anno successivo rifiutò una cattedra di Lettere Latine presso l'Università di Parigi.
Nel 1859/60 venne nominato bibliotecario della Biblioteca Nazionale di Napoli, posto che conservò fino alla morte.
Morì a Napoli il 10 aprile 1883 e fu sepolto nella Cappella dell'Arciconfraternita di S. Giuseppe dei Nudi. Quintino Guanciali ebbe due mogli: la prima fu Mariuccia Grilli, morta prematuramente; la seconda fu Teresa D'Andrea dei Marchesi di Pescopagano, dalla quale ebbe un figlio, morto in giovane età.

## Opere
- Hahnemannus seu de Homeopathia Nova Medica Scientia libri octo (1840)
- De septimo Italico cultorum scientiarum congressu habito (1845)
- Carmina (1875)
- De Regno Italico (1879)